# Battaglia di Rostov (1943)
La battaglia di Rostov del 1943 venne combattuta nel corso della grande controffensiva generale del 1942-1943 sferrata dall'Armata Rossa sovietica durante la seconda guerra mondiale sul Fronte orientale. 
Dopo l'accerchiamento della 6. Armee della Wehrmacht a Stalingrado e mentre erano in corso i durissimi combattimenti nel settore della sacca, l'Armata Rossa aveva continuato ad attaccare in tutti i settori meridionali del fronte e aveva costretto alla ritirata i tedeschi sia nel Caucaso sia nel settore del basso e medio Don. 
Dopo complicate manovre tattiche e prolungati combattimenti, i sovietici entrarono infine a Rostov e liberarono la città entro il 14 febbraio 1943 anche se non riuscirono, come era nei piani di Stalin, a tagliare fuori e distruggere le ingenti forze tedesche che dal 28 dicembre 1942 erano in ritirata dal Caucaso.
La liberazione di Rostov, ottenuta lo stesso giorno della riconquista di Vorošilovgrad, due giorni prima della ripresa di Charkov e una settimana dopo la liberazione di Kursk, sembrò segnare un successo decisivo per i sovietici e preannunciare la vittoria definitiva dell'Unione Sovietica. 

## Storia

### La controffensiva invernale sovietica
La grande città sovietica di Rostov sul Don aveva costituito un centro strategico e un obiettivo importantissimo fin dall'inizio della campagna sul Fronte orientale della seconda guerra mondiale; per la sua posizione quasi alla foce del fiume Don rappresentava una vera "porta di accesso" per le importanti regioni del Kuban' e del Caucaso che erano tra gli obiettivi politico-economici più importanti di Adolf Hitler. Nel novembre 1941 i tedeschi avevano conquistato per la prima volta la città ma erano stati immediatamente contrattaccati e costretti alla ritirata a nord del Don, subendo la prima sconfitta dell'operazione Barbarossa. Nell'estate 1942, durante la operazione Blu, Rostov era stata raggiunta e conquistata una seconda volta dai tedeschi il 25 luglio 1942. Le forze della Wehrmacht avevano attraversato il fiume ed erano avanzate in massa verso sud e sud-est creando una situazione gravissima per l'Armata Rossa che aveva ripiegato in profondità fino alle montagne del Caucaso e al fiume Terek abbandonando vasti territori.
La grande controffensiva invernale sovietica, iniziata nel novembre 1942 con il rapidissimo accerchiamento della 6. Armee tedesca a Stalingrado, cambiò completamente la situazione e consenti a Stalin e allo Stavka di pianificare una serie di nuove grandiose offensive per vincere definitivamente la guerra; in questi piani l'obiettivo di raggiungere e liberare al più presto Rostov e i suoi ponti sul Don, rivestiva un'importanza fondamentale. L'originaria operazione Saturno prevedeva infatti una gigantesca offensiva a tenaglia da parte del "Fronte Sud-occidentale" del generale Nikolaj Vatutin e del "Fronte di Voronež" del generale Filipp Golikov contro le armate italiane e rumene del Gruppo d'armate B, schierate precariamente lungo il corso del medio Don; dopo lo sfondamento, i piani prevedevano l'immissione di ulteriori potenti riserve meccanizzate per avanzare in un colpo solo direttamente fino a Rostov da nord-ovest. In caso di successo questa manovra avrebbe portato alla distruzione non solo del Gruppo d'armate Don, schierato a sud-est del Don al comando del feldmaresciallo Erich von Manstein, ma anche dell'intero Gruppo d'armate A del generale Ewald von Kleist che era sempre fermo sulla linea Terek-Caucaso-Sukhumi-Tuapse.

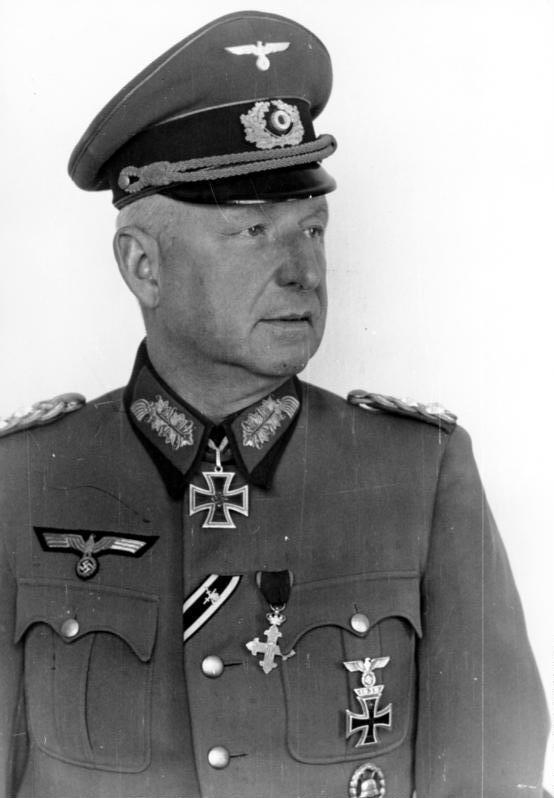
Il feldmaresciallo Erich von Manstein, comandante del Gruppo d'armate Don.

Nella realtà un piano così gigantesco e ambizioso si dimostrò ineseguibile, in primo luogo a causa dello spostamento delle riserve meccanizzate sovietiche destinate ad avanzare su Rostov che invece dovettero essere frettolosamente dirottate a sud del Don, sul fronte del fiume Myskova, per fronteggiare l'inattesa controffensiva sferrata il 12 dicembre 1942 dal feldmaresciallo von Manstein con tre Panzerdivision al comando della 4. Panzerarmee del generale Hermann Hoth, per andare in soccorso della 6. Armee accerchiata a Stalingrado. L'operazione Piccolo Saturno, sferrata dall'Armata Rossa il 16 dicembre quindi ridusse i suoi obiettivi strategici ma ottenne ugualmente un grande successo, travolgendo le armate italiana e rumena e mettendo in pericolo i campi di aviazione tedeschi e le retrovie delle forze del feldmaresciallo von Manstein. L'intervento delle riserve meccanizzate sovietiche, costituite dalla 2ª Armata della Guardia del generale Rodion Malinovskij, contribuì inoltre in modo decisivo a fermare la controffensiva tedesca verso la sacca di Stalingrado, segnando definitivamente il destino delle truppe tedesche accerchiate. Il 24 dicembre 1942 il "Fronte Meridionale" del generale Andrej Erëmenko rinforzato con quattro corpi meccanizzati e un corpo carri, passò a sua volta all'offensiva sul fronte della Myškova e superò rapidamente la resistenza delle deboli forze del generale Hoth; i carri armati sovietici del 7º Corpo carri e del 6º Corpo meccanizzato liberarono Kotel'nikovo il 29 dicembre 1942.
Nonostante le alterne vicenda della guerra e le variazioni della pianificazione strategica sovietica, l'obiettivo di Rostov restava fondamentale per Stalin e l'alto comando; a nord del Don le forze meccanizzate dei generali Vatutin e Golikov alla fine del dicembre 1942 erano state rallentate nella loro avanzata verso il Donec da alcuni efficaci contrattacchi delle Panzerdivision tedesche richiamate da altri fronti, ma nel settore di Kotel'nikovo, a sud della grande ansa del Don, le forze del generale Hoth avevano subito una pesante sconfitta ed erano fortemente indebolite. La 17. Panzerdivision e la 23. Panzerdivision avevano ancora solo poche decine di carri armati, mentre la 16ª Divisione motorizzata era quasi isolata a Ėlista. In questo settore quindi Stalin e lo Stavka intendevano riprendere al più presto l'offensiva che avrebbe potuto aprire definitivamente la via per Rostov da sud-est.

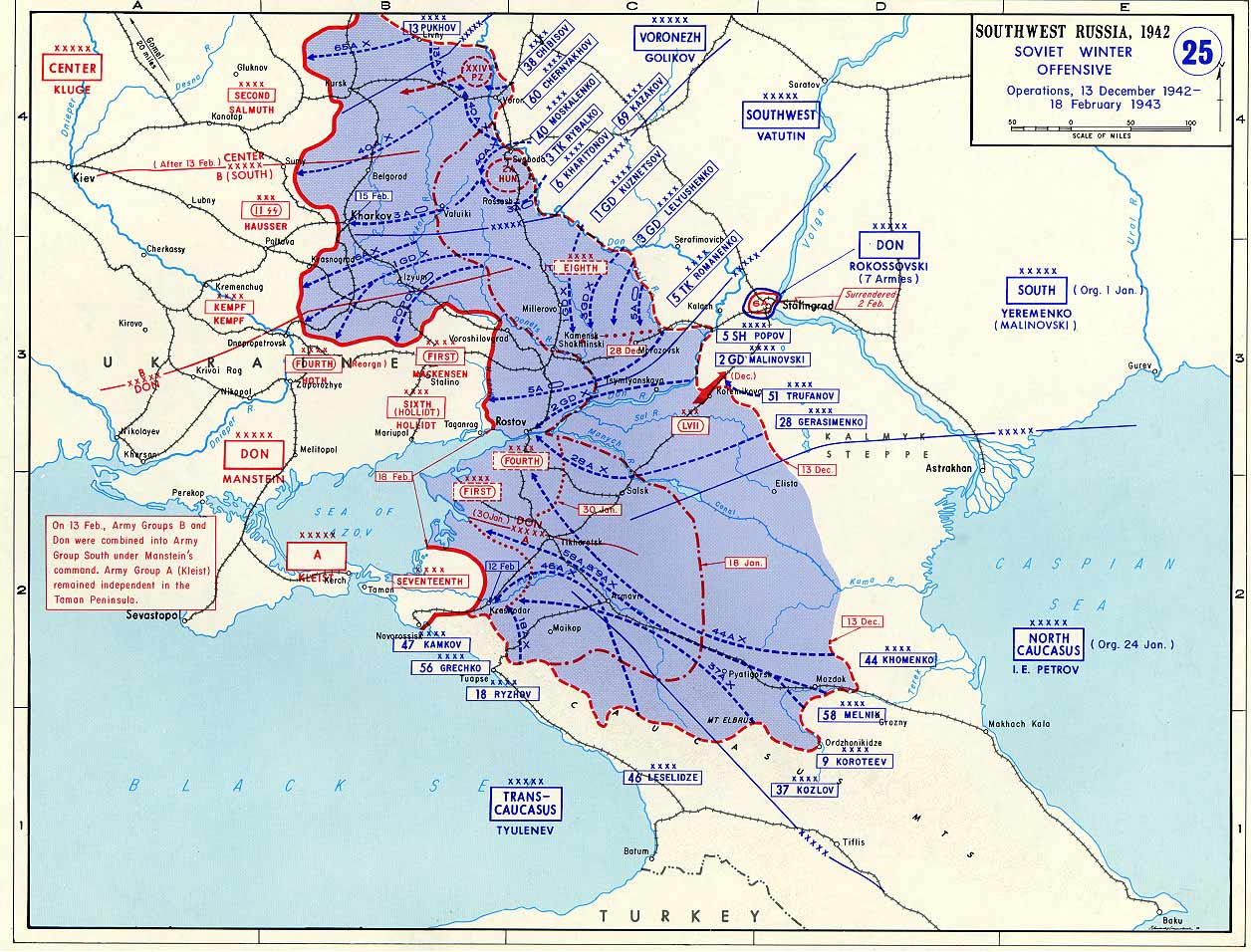
Carta della controffensiva sovietica dell'inverno 1942-43.

Gli ordini per il generale Erëmenko, comandante del Fronte Meridionale, prevedevano una offensiva in due direzioni contemporaneamente, con la 2ª Armata della Guardia del generale Malinovskij lungo il corso meridionale del Don, verso Rostov, e con la 51ª Armata del generale Nikolaj Trufanov e la 28ª Armata del generale Vasilij Gerasimenko verso Sal'sk e Tichoreck. Le forze sovietiche, nonostante le vittorie, erano in parte logorate; in particolare il 3º Corpo meccanizzato della Guardia e il 13º Corpo meccanizzato avevano subito forti perdite e necessitavano di rinforzi di mezzi corazzati. L'alto comando promise l'arrivo di 150 carri armati nuovi ma sollecitò a riprendere comunque l'avanzata, cercando di recuperare anche i mezzi danneggiati. 
La rapida liberazione di Rostov, secondo i piani sovietici, avrebbe provocato una svolta decisiva e tagliato fuori l'intero Gruppo d'armate A del feldmaresciallo vn Kleist, schierato nel Caucaso e del Kuban'; i piani dell'alto comando sovietico del 4 gennaio 1943 infatti prevedevano non solo l'offensiva del Fronte Meridionale del generale Erëmenko ma anche l'attacco generale del "Fronte Transcaucasico" del generale Ivan Vladimirovič Tjulenev che avrebbe costituito un cosiddetto "Gruppo del Mar Nero" al comando del generale Ivan Efimovič Petrov per avanzare rapidamente verso Krasnodar e Tikhoreck dove si sarebbe collegato con le truppe sovietiche del Fronte Meridionale provenienti da Kotel'nikovo, accerchiando in questo modo la massa principale delle forze tedesche; i due raggruppamenti congiunti avrebbero poi attaccato insieme verso Rostov. Si trattava di una manovra complessa che prevedeva un accurato coordinamento, in inverno su vasti terreni solcati da grandi fiumi e con modeste vie di comunicazione, di forze militari distanti tra loro centinaia di chilometri.

### Ritirata dal Caucaso e avanzata sovietica verso Rostov

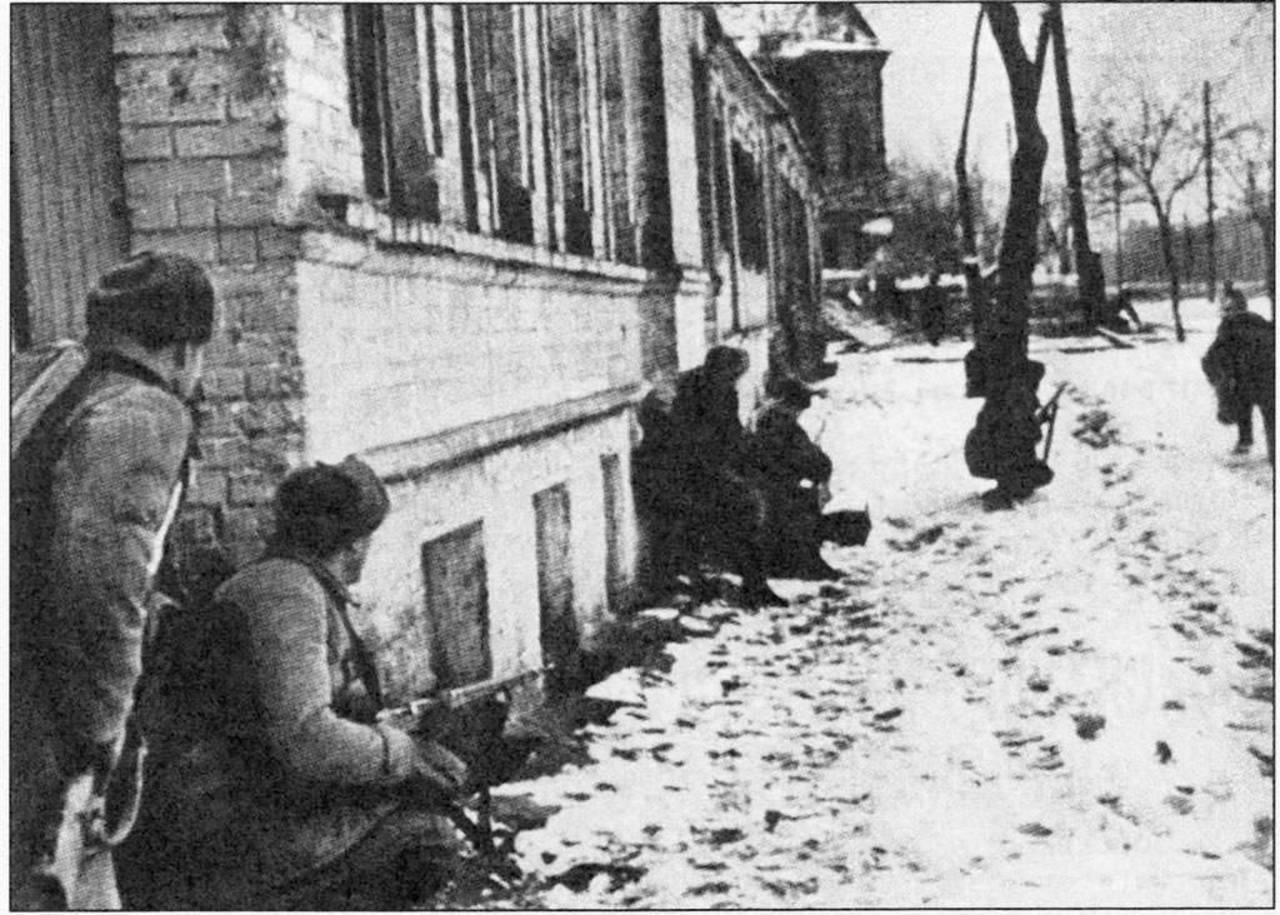
Soldati sovietici in combattimento nelle vie di Rostov.

L'alto comando tedesco era pienamente consapevole della situazione strategica straordinariamente pericolosa delle sue armate schierate nel settore meridionale del Fronte orientale; il generale Kurt Zeitzler, capo di stato maggiore dell'OKH, riteneva quindi inevitabile, a causa della debolezza delle forze tedesche a nord e a sud del Don, iniziare la ritirata del Gruppo d'armate A dal Caucaso e dalla costa del Mar Nero per evitare un accerchiamento molto più grande di quello di Stalingrado. Il feldmaresciallo von Manstein condivideva questa valutazione, riteneva ormai impossibile soccorrere la 6. Armee nella sacca e richiedeva ulteriori rinforzi mobili, ritirati dalle armate del feldmaresciallo von Kleist. Adolf Hitler in un primo momento si oppose a questi piani di ritirata; egli era soprattutto impegnato a far affluire riserve meccanizzate da altri fronti con cui stabilizzare la situazione evitando di cedere terreno e addirittura ipotizzava un secondo tentativo di andare in soccorso della sacca di Stalingrado. Fu solo nella notte del 28 dicembre che il generale Zeitzler riuscì, dopo un drammatico colloquio in cui egli evocò il rischio di una "seconda Stalingrado" per l'intero Gruppo d'armate A in caso di mancata ritirata, a convincere Hitler ad autorizzare l'abbandono del Caucaso. Il Führer diede il suo consenso con grande riluttanza e dopo poche ore sembrò addirittura aver cambiato nuovamente parere; infine la ritirata venne confermata. La nuova direttiva dell'alto comando tedesco del 28 dicembre 1942 prevedeva un metodico e ordinato ripiegamento delle truppe del generale von Kleist fino alla linea Armavir-Sal'sk.
Dalla notte del 31 dicembre 1942 quindi il feldmaresciallo von Kleist diede inizio alla ritirata generale del Gruppo d'armate A; le truppe tedesche ripiegarono in modo organizzato, portando con loro i feriti e la maggior parte del materiale. Negli intendimenti di Hitler la manovra non avrebbe dovuto comportare l'abbandono di tutto il terreno conquistato; al contrario la 17ª Armata del generale Richard Ruoff avrebbe mantenuto le posizioni intorno a Krasnodar, mentre la 1. Panzerarmee del generale Eberhard von Mackensen doveva entrare in contatto con la 4. Panzerarmee e mantenere una grande testa di ponte a sud del Don. Il Fronte Transcaucasico del generale Tjulenev iniziò la sua offensiva il 3 gennaio 1943, ma a causa di errori operativi e delle difficoltà del terreno, non riuscì a sviluppare con la necessaria rapidità la manovra prevista per accerchiare il Gruppo d'armate A.
Nonostante le carenze di equipaggiamento e l'abilità tattica delle truppe tedesche, invece le forze sovietiche del Fronte Meridionale ottennero continui successi nella prima fase della nuova offensiva. La 4. Panzerarmee, con solo due deboli Panzerdivision, era in netta inferiorità di uomini e mezzi, nonostante l'arrivo di un battaglione di carri armati pesanti e dei primi reparti della 5. SS-Panzer-Division "Wiking", sganciata dal fronte del Caucaso. I mezzi corazzati tedeschi fecero resistenza il 7 gennaio 1943 a Zimovniki contro la 51ª Armata e la 28ª Armata ma l'intervento di una parte delle forze corazzate della 2ª Armata della Guardia permise di superare questo ostacolo. Il generale Hoth dovette quindi continuare la sua ritirata e riuscì a ripiegare in buon ordine prima dietro l'Aksaj, poi sul Sal e infine sul fiume Kuberle, guadagnando tempo per permettere ai feldmarescialli von Manstein e von Kleist di ritirare le forze tedesche dal Caucaso. 

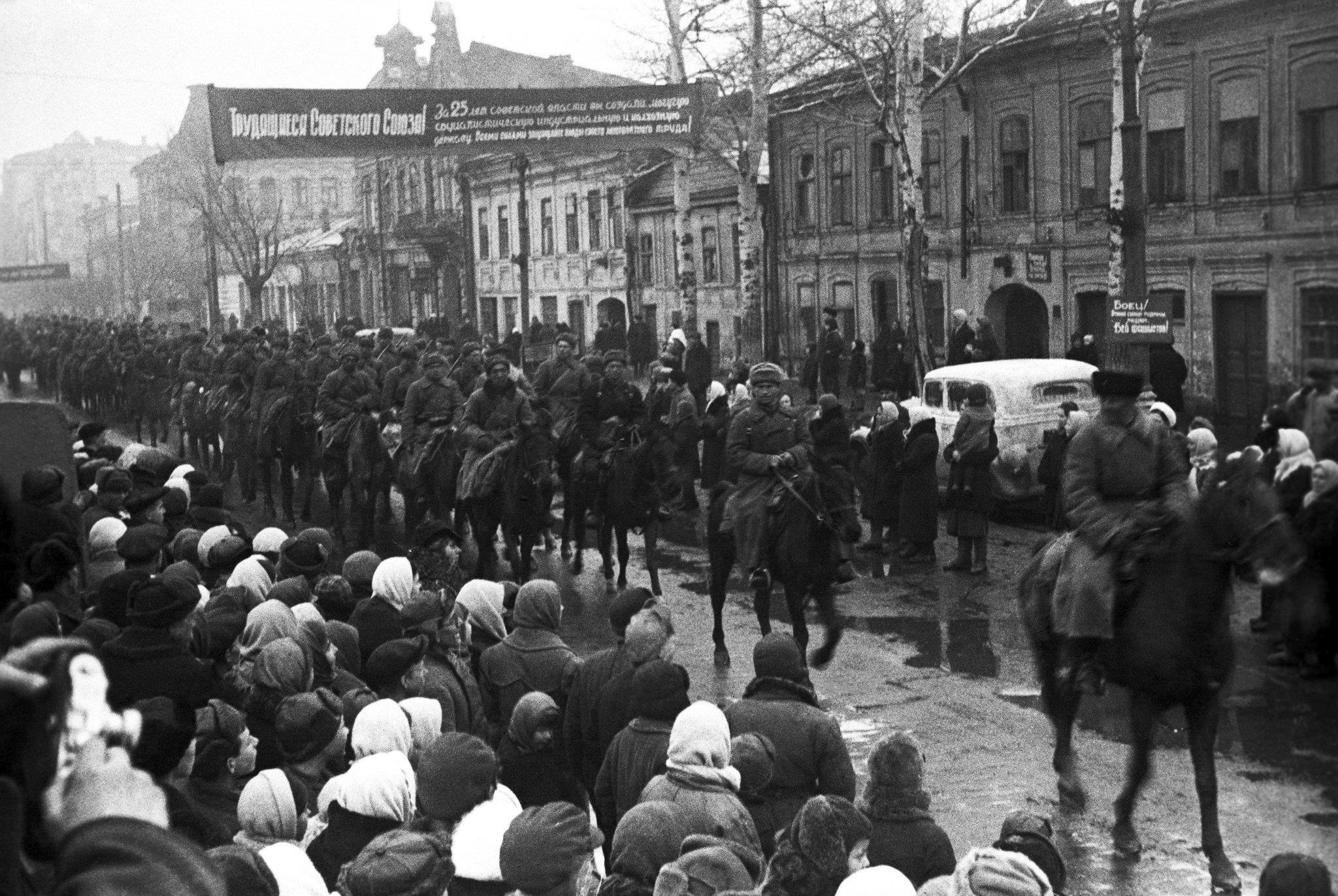
La cavalleria dell'Armata Rossa entra a Rostov.

Nelle prime settimane di gennaio 1943 la situazione generale dei tedeschi nel settore meridionale del Fronte orientale sembrava sempre più critica; mentre la 4. Panzerarmee cedeva gradualmente terreno, a nord del basso Don le armate dei generali Vatutin e Golikov continuavano ad esercitare grande pressione sui reparti tedeschi intervenuti dopo la disgregazione delle forze italiane e rumene. Inoltre il generale Malinovskij avanzava con la 2ª Armata della Guardia sia a sud del Don che a nord del fiume; una punta corazzata del 3º Corpo carri della Guardia il 7 gennaio si spinse a nord e avanzò fino a pochi chilometri da Novočerkassk mettendo in pericolo il quartier generale del feldmaresciallo von Manstein prima di essere respinta da un improvvisato reparto corazzato tedesco. Altre forze corazzate sovietiche a sud del Don arrivarono fino a 30 chilometri da Rostov. Il comandante del Gruppo d'armate Don era in grande difficoltà e chiedeva rinforzi; dopo l'intervento sulla linea del Kuberle della Divisione SS "Wiking", Hitler autorizzò finalmente lo sganciamento da Ėlista della 16ª Divisione motorizzata.
Nonostante i rinforzi, i tedeschi non furono in grado di tenere a lungo la linea del Kuberle e il generale Hoth dovette ripiegare ancora; l'11 gennaio 1943, mentre alcuni reparti sovietici passavano a nord del Don per collegarsi con le forze che scendevano lungo la riva destra, il grosso della 2ª Armata della Guardia e la 51ª Armata raggiunsero le rive settentrionali del fiume Manyc, tra la sua foce e la stazione ferroviaria di Proletarsk. 
Il generale Malinovskij era fortemente pressato dai comandi superiori affinché continuasse ad avanzare subito oltre il Manyč che costituiva l'ultimo ostacolo naturale importante prima di Rostov, ma anche i sovietici erano logorati e stanchi dopo la lunga avanzata; il comandante della 2ª Armata della Guardia raggruppò le sue forze meccanizzate sotto il comando dell'esperto generale Pavel Rotmistrov, concentrando i carri residui del 3º Corpo carri della Guardia, del 2º Corpo meccanizzato della Guardia e del 6º Corpo meccanizzato, rinforzati da una divisione di fucilieri. Il generale Malinovskij sperava che il gruppo corazzato avesse sufficiente potenza offensiva per superare il Manyč entro il 17 gennaio e poi avanzare direttamente verso Batajsk e Rostov, conquistando i ponti sul Don e intercettando definitivamente le comunicazioni del Gruppo d'armate Don e del Gruppo d'armate A Berlin, pp. 31-32.

### Battaglia per Batajsk e Rostov
Stalin e lo Stavka esercitavano continue pressioni sui generali Erëmenko e Malinovskij affinché affrettassero la loro avanzata verso Rostov anche perché l'andamento delle operazioni sovietiche nel Caucaso non era del tutto favorevole all'Armata Rossa; i reparti tedeschi del Gruppo d'armate A stavano effettuando una ritirata sistematica e organizzata cedendo gradualmente terreno ma conservando il controllo delle vie di comunicazioni principali. I generali sovietici del Fronte Transcaucasico ebbero grande difficoltà a coordinare i movimenti delle loro truppe secondo il rigido programma stabilito dallo Stavka: la manovra del generale Petrov su Krasnodar venne fortemente rallentata dalle retroguardie tedesche e il 24 gennaio 1943 i sovietici erano ancora a sud della città; il gruppo del generale Ivan Maslennikov poté il 21 gennaio liberare Stavropol ma senza riuscire a bloccare la ritirata dei tedeschi. In queste condizioni quindi il feldmaresciallo von Kleist fu in grado di continuare la sua ritirata ordinata; le forze meccanizzate della 1. Panzerarmee proseguirono verso nord per avvicinarsi alla 4. Panzerarmee e difendere insieme i passaggi sul Don a Rostov e Bataisk, mentre l'intera 17ª Armata con 400 000 soldati si schierò nella cosiddetta Gotenstellung, la posizione studiata da Hitler per mantenere una testa di ponte nel Kuban' da cui eventualmente ripartire all'attacco del Caucaso.

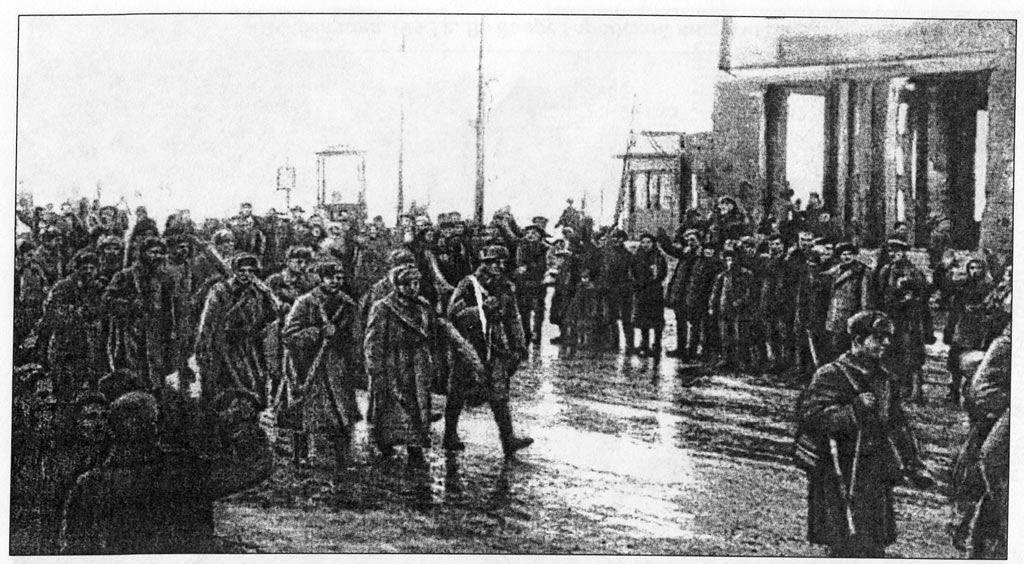
I soldati dell'Armata Rossa sfilano nel centro di Rostov liberata.

L'offensiva sovietica alla linea del Manyč ebbe inizio con l'attacco della 28ª Armata a Proletarsk, della 51ª Armata a Sal'sk e del 3º Corpo meccanizzato della Guardia in direzione di Tikhoreck; questi attacchi misero in difficoltà la 16ª Divisione motorizzata tedesca che era appena arrivata sul posto proveniente da Ėlista; l'attacco principale venne effettuato però il 20 gennaio dal gruppo corazzato del generale Rotmistrov che costituì una testa di ponte a Manyčskaja, e avanzò con le avanguardie direttamente verso Batajsk. La manovra sembrò avere successo, i carri armati sovietici proseguirono in profondità e arrivarono molto vicini ai ponti di Batajsk. Il feldmaresciallo von Manstein riuscì tuttavia ancora una volta a controllare la situazione; l'ottima 11. Panzerdivision del generale Hermann Balck, proveniente dalla regione del Donec, venne fatta scendere rapidamente a sud del Don il 22 gennaio e contrattaccò con successo le punte mobili sovietiche, in cooperazione con la 16. Divisione motorizzata che era riuscita a sganciarsi abilmente verso ovest per partecipare all'azione. Il gruppo mobile sovietico subì forti perdite e il 26 gennaio 1943 venne definitivamente bloccato e costretto alla ritirata di nuovo dietro il Manyč.
Il fallimento dell'audace avanzata del generale Rotmistrov direttamente su Batajsk, convinse Stalin e lo Stavka a riorganizzare fin dal 24 gennaio 1943 lo schieramento e modificare i piani operativi; venne deciso quindi di sferrare un attacco regolare alla testa di ponte di Rostov coordinando le operazioni delle tre armate del Fronte Meridionale, che sarebbe passato al comando diretto del generale Malinovskij, con l'attacco di due armate e un gruppo di cavalleria meccanizzata del Fronte Transcaucasico in avanzata da sud all'inseguimento della 1. Panzerarmee. Si sperava inoltre di riuscire a impedire la ritirata dei tedeschi della 17ª Armata nella Penisola di Taman' e liberare almeno l'importante porto di Novorossijsk. Il dittatore sovietico e i suoi generali ritenevano che la situazione fosse ancora favorevole ai sovietici e che ci fosse la possibilità di concludere la campagna invernale con una vittoria decisiva; contemporaneamente alle nuove operazioni a sud del Don, erano in fase di preparazione ulteriori grandi offensive sovietiche a nord del fiume dove le linee difensive tedesche apparivano deboli e disgregate.
Nei fatti la battaglia continuò aspramente ancora per giorni; il feldmaresciallo von Manstein difese la linea del Manyč con la Divisione SS "Wiking", la 17. Panzerdivision, la 23. Panzerdivision e la 16. Divisione motorizzata fino al 4 febbraio prima di ripiegare su Batajsk e Rostov, mentre la 1. Panzerarmee si sganciò ed entro il 7 febbraio completò con successo la ritirata a nord del Don attraverso i ponti sul fiume. La 11. Panzerdivision, dopo il riuscito contrattacco a Batajsk, era già risalita a nord per partecipare alla difesa del Donbass dove erano schierate altre due Panzerdivision tedesche. Le armate del generale Malinovskij, rinforzate da una parte del Fronte Transcaucasico, attaccarono tenacemente impiegando soprattutto i reparti di fanteria e fecero retrocedere lentamente i tedeschi; la periferia meridionale di Rostov venne raggiunta dai sovietici il 10 febbraio, quando ormai tutta la 1. Panzerarmee era già passata. Le retroguardie tedesche del feldmaresciallo von Manstein continuarono ad opporre resistenza nella città e solo il 14 febbraio 1943 l'Armata Rossa poté finalmente completare la liberazione della città; furono i soldati della 28ª Armata del generale Gerasimenko che entrarono per primi. Il generale Malinovskij entrò in città con le truppe accompagnato dal capo politico del Fronte Meridionale, Nikita Sergeevič Chruščëv, e venne diramata un comunicato enfatico in cui si proclamava la vittoria sovietica e la liberazione della città sul "placido Don"

### Conseguenze strategiche

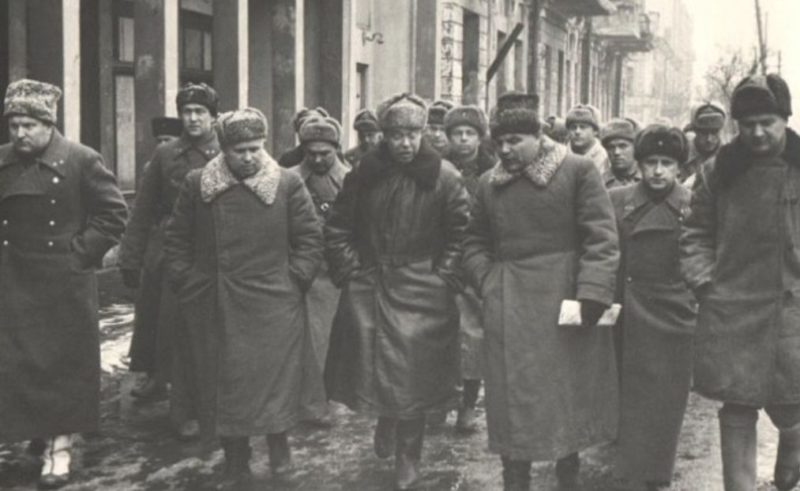
I comandanti sovietici entrano a Rostov liberata: secondo da sinistra, Nikita Sergeevič Chruščëv, responsabile politico del Fronte Meridionale; quarto da sinistra: il generale Rodion Malinovskij, comandante in capo del Fronte Meridionale.

Lo stesso giorno della liberazione di Rostov da parte delle truppe del generale Malinovskij, il 14 febbraio 1943, le forze del Fronte Sud-Occidentale del generale Vatutin entravano a Vorosilovgrad nel Donbass; l'operazione Galoppo si stava sviluppando dal 29 gennaio con straordinario successo per l'Armata Rossa e i carri armati sovietici avanzavano contemporaneamente verso Mariupol e la costa del Mar d'Azov e verso Zaporož'e e Dnepropetrovsk sul Dniepr. Ancora più a nord le armate del Fronte di Voronež del generale Golikov erano impegnate nell'operazione Stella e marciavano su Char'kov; la città sarebbe stata liberata appena due giorni il 16 febbraio 1943. L'Armata Rossa era all'offensiva anche a Kursk, liberata fin dall'8 febbraio, e nel settore centrale del Fronte orientale dove erano in arrivo le armate del generale Konstantin Rokossovskij, vittoriose a Stalingrado. in questa situazione, il generale Malinovskij avrebbe dovuto, dopo la liberazione di Rostov, passare subito a nord del fiume e attaccare rapidamente i tedeschi sulla linea del fiume Mius per impedire al nemico di consolidare una fronte difensivo solido, collaborando in questo modo all'offensiva del generale Vatutin nel Donbass. Il generale Malinovskij infatti riprese subito l'inseguimento delle truppe tedesche e il 17 febbraio 1943 raggiunse la linea del fiume Mius ma i primi attacchi non ebbero successo.
Fin dalla fine di gennaio il feldmaresciallo von Manstein, che aveva assunto il controllo di tutto il settore meridionale dello schieramento tedesco, ricostituendo il Gruppo d'armate Sud, era totalmente concentrato a cercare di contenere le nuove offensive dei generali Vatutin e Golikov; già era evidente il grande pericolo per i tedeschi, dopo aver appena evitato l'accerchiamento a Rostov, di essere tagliati fuori e distrutti in caso di arrivo dei carri armati del generale Vatutin sulla costa del Mar d'Azov. Dopo aver completato la missione di salvataggio a Rostov, il generale tedesco era riuscito dopo estenuanti colloqui con Hitler a Rastenburg il 6 febbraio ad avere l'autorizzazione a evacuare la parte orientale del Donbass, a costituire una posizione difensiva sul fiume Mius e a far ripiegare a nord del Don sia la 1. Panzerarmee che la 4. Panzerarmee, che avrebbero assunto, insieme a importanti riserve tedesche in arrivo dall'ovest, la difesa della linea del Donec e del Dniepr. 
Dopo la liberazione di Rostov la situazione sul Fronte orientale quindi era ancora in movimento praticamente in tutti i settori e le prime battaglie erano già in corso tra le avanguardie meccanizzate sovietiche che si spingevano audacemente in avanti secondo gli ordini ricevuti e le esigue Panzerdivision tedesche, esauste dopo le continue battaglie invernali nella grande ansa del Don e a sud del fiume, ma ancora in grado di manovrare e combattere con efficacia per cercare di fermare finalmente l'offensiva invernale sovietica.

## Bilancio e conclusione
(Affermazione di Franklin Delano Roosevelt in una lettera riservata indirizzata a Stalin il 23 febbraio 1943)

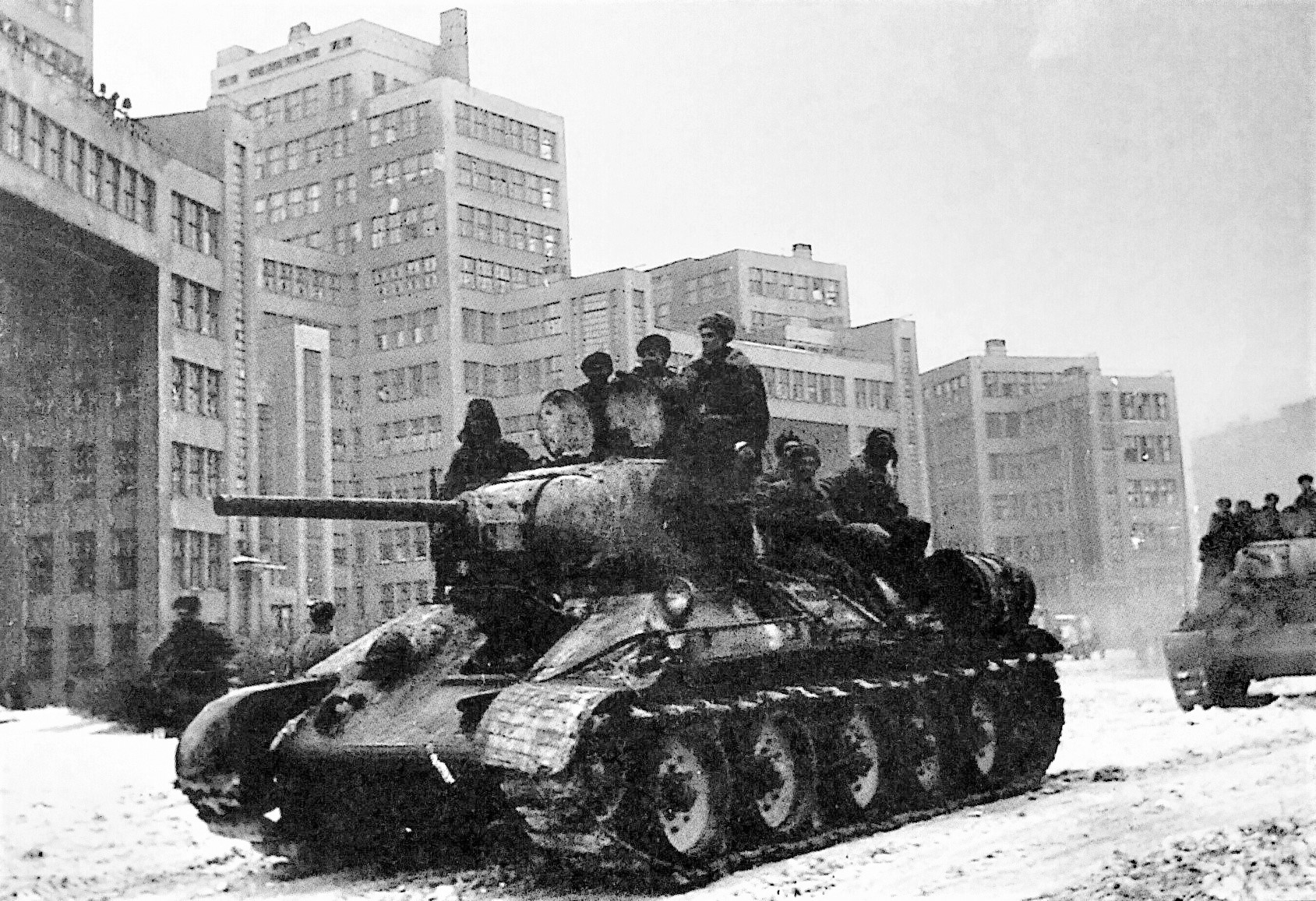
I carri armati sovietici entrano nel centro di Char'kov il 16 febbraio 1943, due giorni dopo la liberazione di Rostov.

La liberazione di Rostov da parte dell'Armata Rossa il 14 febbraio ebbe vasta risonanza internazionale; seguendo la resa di Stalingrado del 2 febbraio e la liberazione di Kursk del 8 febbraio, sembrò coronare il successo dell'offensiva invernale sovietica e suggellare la disfatta tedesca sul Fronte orientale. Due giorni dopo, il 16 febbraio 1943, la liberazione di Char'kov sembrò confermare in modo definitivo l'impressione generale di un crollo imminente di tutto l'esercito tedesco all'est e forse dello stesso Terzo Reich. Gli stessi capi occidentali della "Grande alleanza", Winston Churchill e Franklin Roosevelt, nei giorni seguenti la liberazione di Rostov e Char'kov inviarono a Stalin calorosi messaggi di congratulazioni e simpatia, esaltando il ruolo decisivo dell'Armata Rossa nella sconfitta della Germania. Il presidente degli Stati Uniti scrisse di "grandiose vittorie, insuperate nella storia".
La realtà era più complessa; nonostante il prestigioso successo a Rostov e le pesanti perdite inflitte al nemico, il piano strategico generale sovietico non aveva raggiunto tutti i suoi obiettivi, gran parte del Caucaso e del Kuban' erano stati liberati e il 12 febbraio 1943 i sovietici entrarono anche a Krasnodar, ma le truppe tedesche avevano completato con successo una lunga e difficile ritirata, attestandosi saldamente nella penisola di Taman' come era nei piani di Hitler, evitando nuovi accerchiamenti e salvando armi ed equipaggiamenti. Le preziose truppe corazzate tedesche inoltre erano sfuggite a nord del Don ed erano in combattimento nel Donec e nel Donbass. Nelle settimane seguenti queste esperte forze corazzate, rinforzate da riserve mobili provenienti da altri fronti e guidate da abili generali, sarebbero riusciti a stabilizzare dopo molti mesi il settore centro-meridionale del Fronte orientale, avrebbero bloccato e respinto le ultime audaci offensive sovietiche, evitando il temuto crollo definitivo della Wehrmacht.
Nonostante la delusione finale, tuttavia la campagna invernale 1942-1943 si concluse per Stalin e l'Unione Sovietica con una reale vittoria globale di importanza decisiva, cambiando per sempre l'equilibrio delle forze sul campo e aprendo la strada alla lunga marcia dell'Armata Rossa verso ovest. La seconda e definitiva liberazione di Rostov segnò una tappa di grande importanza, dal punto di vista strategico e propagandistico, di questa campagna vittoriosa.